# Era (tempo)
"Era" è una parola usata comunemente per indicare un lungo periodo di tempo. 
Quando viene utilizzata in campo scientifico, per esempio in geologia, essa può indicare un arco di tempo ben definito, superiore a 80 milioni di anni ma inferiore al mezzo miliardo di anni (in tal caso si parla di Eoni). Per esempio il Mesozoico, iniziato circa 250 milioni di anni fa e terminato circa 65 milioni di anni fa, è un'era geologica con un arco di tempo delimitato da un evento di inizio e un evento di fine. 
Nel linguaggio della cronologia si usa il termine era per indicare il conteggio degli anni a partire da una data particolare. Ad esempio la nascita di Gesù Cristo per l'era cristiana, l'Egira per l'era musulmana, la creazione del mondo per le ere ebraiche e bizantina.
Quando utilizzato in storia, il termine "era" può indicare un periodo di tempo che comprende gli anni del regno di un monarca. Nel linguaggio colloquiale, il termine "era" denota un lungo intervallo di tempo delimitato da eventi che possono cambiare la storia in maniera significativa.

## Etimologia
La parola deriva dal tardo latino aera che indicava «un'era o un'epoca dal cui inizio si calcola il tempo».

## Le ere presso i popoli antichi

### Sumeri ed egiziani
I Sumeri misuravano il tempo dando a ciascun anno un nome particolare e non vi era l'idea di era o di epoca. In Egitto e in Babilonia, invece, era in uso il conteggio degli anni che intercorrevano tra un regno e un altro.

### I greci e l'era delle olimpiadi
Nella Grecia antica si utilizzava, come misura di un tempo più esteso rispetto al semplice anno, la "generazione", un periodo di tempo di circa 27 anni.
L'era più usata dai greci fu quella delle Olimpiadi: con questo sistema di misurazione del tempo calcolando il numero dell'anno degli ultimi giochi olimpici, organizzati ogni quattro anni, e il numero di olimpiadi trascorso da questo punto nel tempo. Il sistema restò in uso anche dopo l'abolizione delle olimpiadi decisa da Teodosio I nel 394 tra i Greci e i Romani
Nel periodo ellenistico, a cominciare da Eforo, le Olimpiadi furono usate come epoca per i calendari. In questo sistema, la prima Olimpiade è durata dall'estate del 776 a.C. all'estate del 772 a.C.

### Arabi
La principale era riconosciuta è quella dei Seleucidi, iniziata nel 312 a.C. quando Seleuco entrò a Babilonia. Questa era fu adottata come misura del tempo in Asia per un lungo periodo. A questa era si fa riferimento in diverse culture e con diverse denominazioni: tra gli ebrei era ricordata come "era dei contratti", perché in quel periodo erano obbligati ad utilizzare questo sistema temporale di riferimento nella stipula dei contratti; "era dei greci" o "era di Alessandro" tra i Siriani cristiani e gli Arabi; "era dell'uomo dalle due corna", tra gli arabi, per le corna di Ammone sulle effigi di Alessandro. Le ere degli Arsacidi, dei Sasanidi e di Yazdgard furono meno utilizzate.
In molti documenti era sovente l'utilizzo delle ere dei Seleucidi e degli Arsacidi. Yazdgard III fu l'ultimo sovrano della dinastia sasanide e diede inizio ad una nuova era che veniva calcolata dal 632, anno in cui Yazdgard si sedette sul trono.

### L'era di Nabonassar
L'era di Nabonassar, re di Babilonia, fu creata dall'astronomo Claudio Tolomeo nel II secolo d.C.. Nabonassar venne da lui utilizzato come punto di partenza perché era il sovrano più antico scovato nelle sue tavole cronologiche che andavano indietro nel tempo fino al 747 a.C., anno della sua presa del potere.
Questa era venne utilizzata prettamente dagli storici insieme all'era di Filippo III Arrideo, periodo di tempo che si collocava cronologicamente dopo L'era di Nabonassar.

### I Romani e l'era ab Urbe condita

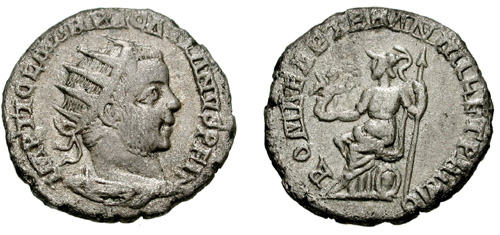
Anche Pacaziano, usurpatore romano, celebrò il Saeculum Novum. Questa moneta riporta ROMAE AETER AN MIL ET PRIMO, "All'eterna Roma, nel suo millesimo primo anno".

Ab Urbe condita: denominazione collegata con Anno Urbis Conditae, AUC o au (Cassio Dione Cocceiano utilizza "a.u." nella sua Storia Romana) è una locuzione latina e significa "dalla fondazione della città (di Roma)", data tradizionalmente impostata nel 753 a.C. Ab Urbe condita è un sistema di numerazione degli anni usato da alcuni antichi storici romani per identificare anni o date particolari. La data tradizionale per la fondazione di Roma è il 21 aprile 753 a.C. e fu calcolata da Varrone. Secondo i calcoli di Varrone, l'anno della fondazione fu il 753 a.C. mentre Cicerone fissò la data al 754 a.C. dopo altri calcoli. Varrone può aver utilizzato la lista consolare con i suoi eventuali e probabili errori, e chiamò l'anno dei primi consoli 245 ab urbe condita, accettando i 244 anni di intervallo di Dionigi di Alicarnasso comprendenti il periodo dei re dopo la fondazione di Roma. La correttezza del calcolo di Varrone non è stato provata scientificamente, ma la sua datazione è ancora utilizzata in storiografia. Durante il Rinascimento si utilizzava tale sistema per datare i manoscritti romani; ciò ha sempre fatto credere, nell'immaginario comune, che i romani erano soliti utilizzare tale sistema per identificare gli anni. In realtà, gli storici moderni hanno utilizzato il sistema AUC molto più frequentemente di quanto facevano gli stessi romani. Il metodo dominante per identificare un anno in epoca romana era nominare i due consoli in carica durante tale anno. Dopo l'era consolare, fu utilizzato un sistema che prevedeva il computo degli anni a partire dal console FI. Basilio.
Anche gli anni del regno di un imperatore furono utilizzati per identificare gli anni, soprattutto nell'Impero Bizantino dopo il 537, quando Giustiniano ne richiese l'utilizzo.
Durante il Basso Impero, si utilizzarono anche le indizioni per calcolare il passare del tempo in base all'annualità del versamento del tributo sotto Diocleziano. Tale periodo iniziava nel 297-298 o nel 312-313 d.C., e fu largamente utilizzato anche nell'alto Medioevo. Si utilizzarono inoltre numerosi metodi di calcoli in base anche ad ere locali, ossia a periodi di tempo calcolati da una città sottomessa all'impero in base alla data di sottomissione o alla data di elargizione dell'autonomia concessa dall'impero stesso. Furono questi i casi di Adana, Amio, Amasya, Mopsueste, Sinope. Per Gerasa, Pella, Antiochia, Gaza l'era partiva dalla data della concessione di autonomia concessa da Pompeo (periodo compreso dal 64 al 61 a.C.) o dall'autonomia concessa da Cesare (periodo compreso negli anni 48-47-46 a.C.). I papiri di Ossirinco in Egitto rivelarono ad esempio l'utilizzo di almeno otto ere diverse nel calcolo degli anni della città. L'era di Spagna inizia dal 38 a.C. e l'inizio coincide col primo giorno dell'anno successivo alla concessione a Ottaviano del governo della Spagna.
Dal regno dell'imperatore Claudio (41-54 d.C.) in poi, il metodo di calcolo di Varrone sostituì altri metodi contemporanei. Celebrare l'anniversario della città imperiale divenne parte della propaganda imperiale stessa. Claudio fu il primo a tenere le celebrazioni in onore dell'anniversario della città, nel 48 d.C., 800 anni dopo la fondazione. Adriano e Antonino Pio tennero celebrazioni simili, nel 121 d.C. e nel 147/148 d.C. rispettivamente.
Nel 248 d.C., Filippo l'Arabo celebrò il primo millennio di Roma, con i Ludi Saeculares organizzati per il decimo secolo di Roma. Anche le monete coniate sotto il suo regno commemoravano la celebrazione.

### Le ere ebraiche
Nel corso della loro storia, gli Ebrei hanno misurato il tempo prendendo come punti di inizio e di fine di un'era determinati avvenimenti storici: l'esilio dall'Egitto, la cattività babilonese (586 a.C.), la costruzione del secondo Tempio (538 a.C.), la liberazione da parte dei Maccabei (143 a.C.). I sistemi adottati nelle cronache da Eusebio di Cesarea utilizzano un'era di Abramo il cui inizio può essere individuato nel 2016 a.C.
Oggi il calendario ebraico fa uso di un'era mondiale, o dalla creazione del mondo tradizionalmente fissata al 3760 a.C.

### L'era dei martiri o di Diocleziano
L'era dei martiri (in latino: anno martyrum o AM), nota anche come l'era di Diocleziano (in latino: Diocletiani anno), è un metodo di numerazione degli anni utilizzato dalla Chiesa di Alessandria a partire dal IV secolo d.C. e dalla Chiesa ortodossa copta dal V secolo ad oggi. I cristiani occidentali lo conoscevano ma non lo hanno mai utilizzato. Il nome deriva da quello dell'imperatore romano Diocleziano che cominciò il suo regno il 20 novembre 284. L'era di Diocleziano vien utilizzata ancora oggi dalla chiesa Copta in Egitto.

### L'era cristiana (o volgare)
L'era cristiana, o era dionisiana, risale a Dionigi il Piccolo, che la propose nel VI secolo basandosi su sistemi computazionali ecclesiastici e scegliendo per ragioni pratiche l'anno 31 per indicare la Passione e la Resurrezione. Sono stati usati diversi stili a seconda della data adottata come inizio dell'anno (25 dicembre, 1º gennaio, 1º marzo, 25 marzo, Pasqua).
In effetti l'era cristiana fu adottata ufficialmente solo molti secoli dopo Dionigi. Fino all'VIII secolo è usata solo da cronisti e storici. Nell'VIII secolo cominciò ad essere usata nei paesi anglosassoni. La Chiesa cattolica continuò a usare l'era di Diocleziano e solo a partire dal pontificato di Giovanni XIII (965-972) la cancelleria pontificia adottò l'era cristiana. In Spagna fu adottata solo nel XIV secolo.
Oggi il calendario gregoriano e l'era cristiana sono divenuti quasi universali e sono usati anche nei paesi estranei alle tradizioni cristiane, in genere affiancando i calendari tradizionali.
Per gli anni antecedenti la nascita di Cristo (a.C. avanti Cristo) esistono due differenti notazioni: la notazione degli storici, di gran lunga la più usata, che non prevede un anno 0 e che passa direttamente dall'anno 1 a.C. all'anno 1 d.C. e la notazione degli astronomi che prevede un anno 0, che equivale all'1 a.C., e conteggia algebricamente gli anni precedenti, per esempio -1 per il 2 a.C., -2 per il 3 a.C....

### L'era bizantina
A partire dal VII secolo viene usata nell'Impero romano d'Oriente un'era dalla creazione del mondo fissata al 5508 a.C., così che l'anno 1 di questa era è il 5507 a.C.
L'era bizantina fu usata dai greci e dalla chiesa ortodossa fino alla caduta dell'Impero bizantino e anche oltre quella data. In Russia fu abrogata dallo zar Pietro il grande il 1º gennaio 1700.

### L'era ispanica
L'era ispanica fu usata nella penisola iberica e nella Francia meridionale per tutto il Medioevo. Gli anni vengono computati a partire dal 38 a.C., anno in cui Augusto pacificò la Spagna romana.

### L'era musulmana (dell'egira)
I paesi musulmani hanno utilizzato l'era dell'egira dal 640 d.C., sotto ʿUmar. Gli anni (lunari) vengono contati a partire dal 16 luglio 622 dell'era volgare, data alla quale Maometto si trasferì dalla Mecca a Medina.

## Le ere moderne

### L'era repubblicana francese
Il punto di avvio dell'era repubblicana francese è il 22 settembre 1792, ossia il 1º vendemmiaio, data della proclamazione della repubblica. Il calendario fu soppresso solo il 31 dicembre 1805, ossia il 10 nevoso XIV. Il sistema fu adottato con un decreto del 24 novembre 1793 nel corso del la Rivoluzione entrando in vigore due giorni dopo.
Il Calendario rivoluzionario venne poi adottato anche in Italia negli Stati creati da Napoleone e venne qui abolito il 17 febbraio 1802.

### L'era fascista
In Italia si ebbe inoltre un'era fascista, computo degli anni dal 29 ottobre 1922 introdotto dal regime fascista e conclusosi contemporaneamente alla caduta del regime stesso.

### Cina
In Cina fino al 1912, anno della repubblica, le ere coincidevano con le durate dei singoli regni. Dopo tale data gli anni vengono numerati partendo dall'anno zero della proclamazione della repubblica: anno I, anno II, ecc. fino al 1949, anno in cui si è adottato il calendario civile internazionale.

### India
In India sono state utilizzate oltre trenta differenti ere che si rifanno all'instaurazione di una dinastia o ad un determinato avvenimento religioso come il Nirvāṇa di Buddha.

## Ere tecnologiche
Sebbene generalmente non diano luogo a un conteggio degli anni, spesso si parla di ere tecnologiche. L'Era atomica è iniziata con lo scoppio della prima bomba atomica nel 1945, l'Era spaziale è iniziata con il lancio della sonda sputnik, l'Era dell'informazione è iniziata con l'invenzione dei computer e dei mass media.

## Ere mondiali
Altre ere, utilizzate nel corso della storia, si rifanno ad avvenimenti ipotetici come la data della creazione del mondo (che generalmente si fa risalire tra il 5500 e il 5000 a.C.) o dell'uomo. Quelle che utilizzano i dati contenuti nell'Antico Testamento sono diverse decine e divergono tra loro.
Tra di esse vi sono le ere di Clemente Alessandrino, di Eusebio di Cesarea, di Afraate, l'era introdotta dal rabbino Hillel nel IV secolo, che inizia con il 1º tishrī 3761 a.C., utilizzata in Israele fino ai tempi moderni.

## I tempi geologici
I tempi geologici sono durati circa 5.500 milioni di anni e sono classificati tramite una scala temporale geologica che fornisce un sistema di misura cronologica relativo alla classificazione del tempo utilizzata dai geologi, dai paleontologi e dagli altri scienziati della terra per descrivere la tempistica e le relazioni tra gli eventi che si sono verificati nel corso della storia della Terra.
Per esempio, limitandoci alle ere dell'attuale Eone Fanerozoico, iniziato 540 milioni di anni fa, sono:
| Nome                   | Data di inizio (mil. di anni fa) |
| ---------------------- | -------------------------------- |
| Terziario o Cenozoico  | 65                               |
| Secondario o Mesozoico | 225/230                          |
| Primario o Paleozoico  | 540/570                          |